# Podalonia dispar
Podalonia dispar är en biart som först beskrevs av Taschenberg 1869.  Podalonia dispar ingår i släktet Podalonia och familjen grävsteklar. Inga underarter finns listade i Catalogue of Life.